# Pensilvania (ort)
Pensilvania är en ort i Colombia.   Den ligger i departementet Caldas, i den centrala delen av landet, 150 km nordväst om huvudstaden Bogotá. Pensilvania ligger 2 070 meter över havet och antalet invånare är 8 173.
Terrängen runt Pensilvania är bergig norrut, men söderut är den kuperad. Runt Pensilvania är det ganska tätbefolkat, med 54 invånare per kvadratkilometer. Närmaste större samhälle är Manzanares, 6,5 km söder om Pensilvania. I omgivningarna runt Pensilvania växer i huvudsak städsegrön lövskog.